# 阿塞拜疆族
阿塞拜疆族是阿塞拜疆共和國的主體民族。主要分布於阿塞拜疆共和國與伊朗西北部，從高加索至伊朗高原的四周國家，如吉爾吉斯、塔吉克斯坦、格魯吉亞、伊朗、阿富汗等，也有零星分布。絕大多數的阿塞拜疆族信奉伊斯蘭教什葉派，其文化傳統融合了伊朗、高加索民族與突厥语民族等周边诸多元素。
在19世纪初的俄羅斯—波斯战争中，波斯在高加索地区的领土被俄羅斯帝國所占领，并且1813年《古利斯坦条约》和1828年《土库曼恰伊条约》的签订，最终划分了俄罗斯和现在的伊朗的边界。俄国与伊朗国境线两边的阿塞拜疆族尽管是同一个民族，但经过两个多世纪的分隔，已经演化出了一定的南北差异。
阿塞拜疆族的语言为阿塞拜疆语，与同属突厥语族的土库曼语、土耳其语（包括伊拉克土库曼方言）相近。

## 歷史
阿塞拜疆族被認為是根據波斯貴族阿特羅巴特斯所命名的。阿特羅巴特斯是米底亞的總督，統治了阿特羅帕特尼（今伊朗阿塞拜疆）。阿塞拜疆曾見證了許多民族的棲息與侵略，其包括米底王國、斯基泰人、波斯帝國、亞美尼亞人、古希臘、羅馬帝國、可薩人、阿拉伯人、烏古斯人、塞爾柱人、蒙古帝國與俄羅斯帝國。
古阿塞拜疆人使用古阿塞拜疆语，它属于印欧语系伊朗语分支。 在公元11世纪，随着塞爾柱帝國的入侵，乌古斯土耳其部族开始穿过伊朗高原达到高加索和安纳托利亚地区。乌古斯人的进入和另外一些土库曼人被蒙古人所入侵。现在乌古斯部族分成了许多的小部落，其中大多数逊尼派迁往到安那托利亚（如土耳其人）并定居下来，而另外的则继续留在高加索地区。随后由于萨法维王朝的影响，最后皈依于伊斯兰教什叶派。后者继续沿用土库曼语很长时间：在13世纪以前，他们逐渐形成了基于什叶派和使用乌古斯语支的新群体。然而很显然，阿塞拜疆在19世纪后期才完全形成。古伊朗人仍然能够在偏远的高山区域或者是偏僻的地区（如哈尔兹山脉加林圭亚那）发现。而今使用土耳其語的人也被称作为阿塞拜疆人。

### 上古时期
高加索阿尔巴尼亚人被认为是现代阿塞拜疆共和国定国地区的最早居民。早期伊朗定居者包括公元前九世纪的斯基泰人（中国史书普遍称之为塞族或萨迦人，是南俄草原上印欧语系东伊朗语族之游牧民族，其随居地从今日俄罗斯东部的欧洲部分一直到内蒙古和鄂尔多斯沙漠，是史载最早之游牧民族）。继西绪亚人人之后，米底人（古代亚洲西部。印欧人种之一，与波斯人有血缘关系）进入阿塞拜疆。
大概早在西元前17世纪进入伊朗东北部，定居於後来称为米底亚的高原地区统治了阿拉斯河。南部地区米堤亚人公元前700-900年间建立帝国，公元前550年左右被并入阿契美尼德帝国（前550年-前330年，又称波斯第一帝国，是波斯首个征服大部份中亚领域的帝国。领土东至巴基斯坦，西北至土耳其、欧洲的马其顿、色雷斯，西南至埃及）这一时期，瑣罗亚斯德教传播到高加索地区和阿特洛帕特内地区。
阿契美尼德帝国 公元前330年被亚历山大大帝打败，但是米堤亚总督被允许继续执政。继亚美尼亚王国---波斯塞琉古王朝（亚历山大帝国分裂后亚历山大大帝的部将塞琉古一世创建的以叙利亚为中心，包括今伊朗和亚美尼亚在内（初期还包括印度的一部分）的王朝。塞琉西王朝是希腊化时期最主要的国家之一，有时也被叫做塞琉西王国或塞琉西帝国。）公元前247年衰亡之后，阿特罗帕提斯在公元前190年到公元387年间统治着高加索的阿尔巴尼亚部分地区。高加索阿尔巴尼亚人于公元一世纪建立帝国，该王国直到公元252年被波斯萨珊王划为诸侯国之前在很大程度上保持独立。
高加索阿尔巴尼亚统治者Urnayr国王于公元四世纪正式采用基督教为国教，阿尔巴尼亚直到公元八世纪一直是基督教国家。萨珊帝国于公元642年被穆斯林阿拉伯人打败，其统治随之结束。

### 中世纪
阿拉伯穆斯林向高加索地区前进的过程中打败了萨珊帝国和拜占庭帝国。Javanshir王子领导基督教抵抗，公元667年基督教投降，之后阿拉伯人把高加索阿尔巴尼亚变成了自己的附属国。公元九世纪到公元十世纪，阿拉伯作者开始把库拉河到阿拉斯河流域地区称作阿蓝岛地区。这一时期，巴士拉和库法的阿拉伯人来到阿塞拜疆占领了当地人丢弃的土地；阿拉伯人成为该地区主要的土地所有者。由基督教向伊斯兰教的转变非常缓慢因为当地居民的抵制持续了几个世纪，并且随着一小撮阿拉伯人向大不里士和马拉盖这些城市移民，人们的怨恨情绪不断上升。816到837年间，移民的大量涌入引发了伊朗阿塞拜疆人的大规模叛乱，叛乱由当地一名为巴巴克·胡拉姆丁的索罗亚斯德教平民领导。尽管一直存在小规模持续抵抗，大部分阿塞拜疆居民转向伊斯兰教。后来十世纪到十一世纪之间，Shaddadid和Rawadid的库尔德王朝统治力阿塞拜疆部分地区。
十一世纪中期，塞尔柱人推翻了阿拉伯统治建立了占据亚洲西南大部分地区的塞尔柱帝国。塞尔柱王朝时期标志着乌古斯游牧部落向这一地区的涌入，并且随着西乌古斯土耳其语取代了早期高加索语和伊朗语，也就标志着阿塞拜疆突厥化的开始。
然而，当时同时代作家例如波斯诗人尼扎米的作品证明伊朗文化大规模保留下来。突厥化的出现被载入叙事诗和史诗，最早的一部作品是《先祖科尔库特书》书中提到了关于早期土耳其人高加索在和小亚细亚地区的寓言故事。突厥统治于1227年被蒙古人打断，之后蒙古人和帖木儿统治这一地区直到1405年。逊尼派黑羊王朝土库曼人和白羊王朝土库曼人统治阿塞拜疆时期，突厥统治复辟，直到1501年萨法尔王朝夺取政权。

### 近代时期

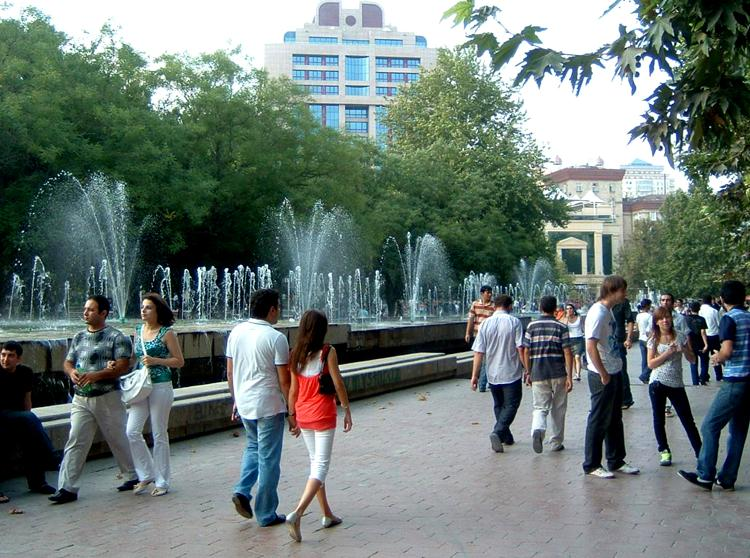
阿塞拜疆首都巴库街头的阿塞拜疆人

伊朗的萨法维王朝起源于伊朗阿塞拜疆族，存在至1722年。该王朝建立了现代的伊朗形态，因其在国家建设，建筑学和科学上的成就而受到关注。萨法维王朝的崩溃是因其内部的腐朽，和外部来自沙俄和阿富汗的压力。萨法维王朝鼓励并传播作为伊朗阿塞拜疆人的国家特征的重要一部分的什叶派伊斯兰教，此外什叶派伊斯兰教也对许多在阿拉塞胡北部的阿塞拜疆人具有同样的意义，萨法维王朝鼓励艺术和文化并且阿巴斯大帝开创了一个具有浓厚学术气息的氛围。据一些学者所说，这一氛围是新的波斯黄金时期。阿巴斯对政府和军队进行改革并对人民的要求做出回应。
萨法维王朝之后是短暂的奥斯曼帝国的占领，随着一位自乎纳珊酋长纳迪尔沙·阿夫沙爾击败了阿富汗并重新夺回这个国家之后，这位酋长试着通过平衡什叶派的权力以稳定内政。接下来是短暂的卡里汗王朝的统治，再接着是恺加斯王朝，这个统治着阿塞拜疆和伊朗的王朝始于1779年。在这个时期里，沙俄的逼近威胁着波斯人所掌握的高加索。18世纪，俄波战争开始，在19世纪初期，以1813年的《古力斯坦条约》和1822年的《土库曼恰条约》的签订而宣告结束。在《土库曼恰条约》中正式地将恺加王国领土的高加索部分，割让给俄罗斯帝国。
伊朗阿塞拜疆族在伊朗(资产阶级)宪法革命中的角色不容小视，探索民主革命的伟大人物索塔汗， 巴尔汗两人都是伊朗阿塞拜疆族，1906-1911的伊朗(资产阶级)宪法革命动摇了恺加王朝，恺加王朝的国王实际上已将国家的烟草和石油利益出卖给英帝国并被俄罗斯帝国蚕食着领土，由于制宪主义者们的努力，议会得以成立。伴随着在一些地区农民开始反抗收税人和地主，是仅有的君主制的固有支持者。民主派报纸出现并且伊朗学者们开始享受来自巴黎和彼得格勒的现代主义和风。恺加王朝国王和他的英国顾问们镇压了宪法革命。但是这个王朝的灭亡不可能会来的太迟，恺加王朝的最后一位国王不久就在一场军事政变中退位，这场军事政变是由来自古老的哥萨克军团的一位军官，里扎汗所领导。该军团是由沙俄所建立并由俄国人担任军官，以保护恺加王朝的统治者和俄国的利益。为了在这个二分之一人口是由各少民族所组成的国家，追求庄严的全民的同质性，里扎汗迅速发布连续禁令，禁止在学校，戏剧表演，宗教仪式，并且最后，书籍的出版上使用阿塞拜疆语。随着1941年9月里扎汗退位，俄国军队以军事和战略的理由，占领了大不里士和波斯西北部。阿塞拜疆人民政府，一个由斯大林下达的命令而设立的附庸国，在赛义德　贾法尔 皮谢瓦里的领导下在大不里士宣布成立。但是，在西方国家的压力之下，苏维埃军队不久就撤兵了，并且到1946年为止，伊朗政府重新取得了对伊朗阿塞拜疆族的控制。
根据格里·R·赫斯教授所述:
11月11日，一支伊朗部队进入大不里士，皮谢瓦里政府顷刻间倒台。伊朗人受到阿塞拜疆人民热情地欢迎，阿塞拜疆人强烈地偏向受德黑兰的统治而不是莫斯科。苏联愿意放弃它在（伊朗所辖）阿塞拜疆的影响很有可能是源于几个因素，包括意识到其（寻求）自治的意见在扩大并且苏联更加渴望的长期目标是其石油开采权。
在伊朗的阿塞拜疆人已经很大程度地融入现代伊朗社会，阿塞拜疆人在俄国境内则度过了从俄罗斯帝国的统治到1918-1920年的短暂的独立。接着，虽然在1919年凡尔赛和约会议上，美国总统伍德罗·威尔逊恳请给予阿塞拜疆人独立，但是高加索阿塞拜疆仍被纳入苏联的势力范围。1920年4月28日，阿塞拜疆苏维埃社会主义共和国成立，1922年3月12日加入外高加索苏维埃联邦社会主义共和国并入苏联，1936年12月5日成为直属苏联的加盟共和国之一直至苏联解体。

### 当代
苏联解体后，阿塞拜疆共和国在1991年取得独立，但是被卷入与亚美尼亚的一场关于纳戈尔诺-卡拉巴赫共和国的战争。

## 起源
很多参考文献中都把阿塞拜疆人定义为突厥民族的一支，理由是他们说突厥语。然而，现今的阿塞拜疆人被认为是在突厥化之前居住在高加索的高加索阿尔巴尼亚人和居住在伊朗北部的伊朗人的后裔。包括弗拉基米尔·米诺斯基在内的多名历史学家解释了大部分伊朗人和高加索地区人口是如何开始使用突厥语的。
“公元5世纪或11世纪初，一支被称为乌古斯人的，由塞尔柱家族领导的突厥游牧部族——起初规模不大，后来不断发展壮大并于公元11世纪建立了塞尔柱帝国——占领了阿塞拜疆地区。因此，居住那里的伊朗人和与之相邻的部分外高加索地区的人口开始使用突厥语。阿塞拜疆地区的突厥语的显著特征是具有波斯语的语调，不考虑元音和谐等，这反映出了突厥化的人口的非突厥血统特点。”
突厥人向阿塞拜疆地区长达数个世纪的人口迁移以及该地区的突厥化最终形成了现今的阿塞拜疆民族。

### 突厥化
尽管“突厥人的侵入始于匈奴时代及之后”，但是几乎没有证据表明“突厥人在那儿永久定居了下来”。突厥人最早对该地区的较大的入侵开始于塞尔柱帝国时期并且在这一时期加快了入侵的步伐。语言上的相似性证明了乌古斯突厥人是从现今的土库曼斯坦地区向阿塞拜疆地区迁移的。人口迁移量直到蒙古时期仍居高不下，因为伊尔汗国（蒙古帝国四大汗国之一）的很多军队都是由突厥人组成。到了萨菲王朝时期，阿塞拜疆地区的突厥化在红头部落的影响下仍在延续。阿塞拜疆（Azerbaijan）这一称法源于突厥化前的当地地名Azarbayjan或Adarbayjan，这展现出了一种逐渐发展的语言转换过程——当地地名在突厥化过程中以另一种形式幸存了下来。多数专业学者把占主导地位的当地非突厥语民族在语言上的突厥化以及和突厥小部落的同化看作是阿泽尔人最有可能的起源。

### 遗传学
一些新的遗传研究表明现在的人类人口结构的紊乱可能没有和以前的思想一样重要，人类人口的全体遗传结构可能不会随着移民事件而改变，譬如在阿塞拜疆人中的例子，阿塞拜疆共和国的阿塞人的大部分基因与其他的高加索人相似比如亚美尼亚人，且在伊朗境内的阿塞拜疆区的人与其他伊朗人相似。

#### 剑桥大学的研究
最近的一个关于伊朗遗传景观的研究由剑桥大学Maziar Ashrafian 波拿巴（伊朗籍阿塞拜疆人）教授带领的一个由遗传学家组成的团队完成。
波拿巴指出他的团队已经对不同语种的人广泛地进行了DNA检验，包括在伊朗的印欧语系和非印欧语系的人。
该项研究发现伊朗籍阿塞拜疆人没有相似的第十三因子，并且在安纳托利亚和欧洲土耳其人中发现了其他的遗传标记。然而，这些像伊朗籍阿塞拜疆人的膜补体调节蛋白和线粒体DNA的遗传第十三因子和其他遗传特性和伊朗籍波斯人是相同的。

#### 高加索的研究
2003年的研究发现：“Y染色体 单倍体 表明 说印欧语的亚美尼亚人和说土耳其语的阿塞拜疆人（阿塞拜疆共和国的）的遗传基因在高加索的地域邻居比在其他地区使用他们语言的邻居更相似。”
这项研究的作者表示它表明本地的高加索人语种的替代。来自于亚洲中部的一项关于有限的遗传掺合物的证据（特别是单倍体H12）,特别是土耳其人，他们比他们的邻居――格鲁吉尼亚人和亚美尼亚人，更高
线粒体DNA分析表明和伊朗人的主要关系是通过一个更大的仅次于高加索区的西欧人口群体，根据一项不包括阿塞人的研究，但包括在其他研究中那些和阿塞人群居的格魯吉亞人。
这个来自于检测的结论表明高加索籍阿塞人拥有一个复杂的人口关系，为了更大地相似性，包括高加索人，伊朗和附件的东方人，欧洲人和土耳其人。其他的线粒体DNA和Y染色体的遗传分析显示高加索人口是欧洲人和附近的东方人之间的遗传媒介物，但是总的来说他们和附近的东方人更接近。
另一项由俄罗斯遗传学杂志的研究，把阿塞拜疆籍伊朗人（讲塔里什语和塔特语的人）跟土耳其籍阿塞拜疆人联系到一起：
“人口的遗传结构检测了其他说伊朗语的人（波斯人和来自伊朗，奥塞特，塔吉克的库尔德人）和阿塞拜疆人，结果表明来自阿塞拜疆讲伊朗语的人比居住在其他区域讲伊朗语的人更接近与阿塞拜疆人。

### 人种学
历史上伊朗籍阿塞拜疆人和高加索人中讲土耳其语的人称他们自己或被他人提及的为穆斯林，土耳其人或阿贾姆人（被库尔德人称作），
并且宗教身份盛行超过了种族身份。在19世纪当南部的高加索属于俄罗斯帝国的版图时，俄罗斯当局，提及到所有的土耳其人例如塔特人，把阿塞人定义为阿塞拜疆人或南高加索韃靼人，来区别于其他突厥人。
俄国的布罗克豪斯和艾芙隆百科字典，在19世纪90年代发表，也把阿塞拜疆人指代为Aderbeijans (адербейджаны) 。
依据上述百科全书里的土耳其塔特人的标题：
一些学者（亚德林采夫，哈鲁津，尚特）表示要改变某些土耳其籍塔特人的用语，他们和土耳其人没有共同点，比如，把阿塞拜疆籍塔特人（伊朗族）叫作阿塞拜疆人(адербайджаны)。”
人种学也被约瑟夫·德尼克称作：
“ 纯粹的语言组织和人体组织不一样：因此讲一口土耳其语在高加索和波斯的阿塞拜疆人，已经跟讲波斯语的Hadjemi-波斯人拥有同样的体型。”

## 人口统计和社会团体
阿塞拜疆人在世界上的总人口数大概在两千四百万到三千三百万之间，但具体的数目很难核实。他们大多居住在阿塞拜疆共和国和伊朗的阿塞拜疆区。伊朗境内的阿塞拜疆人大多生活在西北省份，总人口在一千六百万到二千三百万之间。阿塞拜疆共和国大概有七百六十万的阿塞拜疆人。此外，还有数百万的阿塞拜疆人则漂泊在邻国乃至世界的各个角落。在土耳其、格鲁吉亚、俄罗斯、英国、美国、加拿大、德国等国家中都存在着数目可观的阿塞拜疆人团体。
尽管阿塞拜疆定期的进行人口普查，所得出的人口统计数字应该是可靠的，但生活在伊朗的阿塞拜疆人口数目依然成谜。从上世纪早期开始，历届的伊朗政府一直在公布多民族的人口总数的问题上进行回避。非官方的统计数字中阿塞拜疆人占伊朗总人口数的20–24%。但许多的伊朗学者坚称阿塞拜疆人可能占到伊朗总人数的三分之一，这些学者包括尼奇·凯迪（Nikki Keddie）、帕特里夏·希金斯（Patricia J. Higgins）、沙荣·阿克海威（Shahrough Akhavi）、阿里·瑞扎·希克侯莱斯拉米（Ali Reza Sheikholeslami）等等。
阿塞拜疆和伊朗之外兴起了一个规模很大的阿塞拜疆人国外团体。依照Ethnologue百科全书上关于阿塞拜疆人的1993年统计资料，当时有大概一百万的操阿国北部方言的阿塞拜疆人分布在南达吉斯坦、亚美尼亚、爱沙尼亚、格鲁吉亚、哈萨克斯坦、吉尔吉斯斯坦、俄罗斯、土库曼斯坦和乌兹别克斯坦之中。从其他的资料来源 ，例如人口普查等，可以确认阿塞拜疆人当时遍布了前苏联。Ethnologue百科全书中关于阿塞拜疆人在亚美尼亚的统计数字是过时的，纳戈尔诺·卡拉巴赫反政府武装发起的独立战争使得当地的阿塞拜疆人口无法统计。Ethnologue后来又报道说有另外的一百万阿塞拜疆人生活在伊朗之外，但这些数字并不能说明情况。就好像是生活在伊拉克的那些土耳其人，尽管和土耳其人同一种族，意识形态已大相径庭。

### 阿塞拜疆共和国内
阿塞拜疆人绝对是阿塞拜疆人口最多的种族（超过九成），他们普遍的代表了阿国绝大部分的意识形态。而他们生活在伊朗的同袍情况则不同，这些人大多数已被数十年前苏联宣扬的无神论所同化。苏联人同时还降低了他们的文盲率，识字的人占到了大约98.8%。但尽管城市教育普及度高，农村的教育工作相对还很差。另一个类似的城乡差异则体现在卫生保健上。
阿塞拜疆与亚美尼亚在纳戈尔诺·卡拉巴赫地区的战争，对其社会产生了深远的影响，造成近百万的国民流失，国家财政也赤字不断。阿塞拜疆通过石油工业获得利润，但其政府的高度腐败使得繁荣富强成为泡影。许多阿塞拜疆人对本国的政治进程感到心灰意冷。阿塞拜疆的现任总统伊哈姆·阿里耶夫（Ilham Aliyev）曾经被描述为“纵容腐败，暴力镇压政见不同者，正是祸根”。尽管有这么多的问题存在，阿塞拜疆的经济还是出现了复苏的迹象，同时出现一个活跃的反对党，坚定的为提高普通阿塞拜疆人的生活品质而努力。

### 伊朗境内
阿塞拜疆人大多出现在伊朗的西北省份中：东阿塞拜疆省、阿尔达比爾、赞简、哈馬丹的部分地区、加兹溫、东阿塞拜疆省和马卡兹。其余的人则居住在德黑兰省、法爾斯省等其他的地区。一般来说，由于先前伊朗学术界倡导的伊朗伊斯兰教改革，阿塞拜疆人在伊朗被当作一个“意识相通，语言不同的少数民族”。尽管冲突仍然存在，阿塞拜疆人在伊朗还在社会的各个阶层中都有自己的代表，这些阶层有“政客、军人、知识分子三个等级，而宗教中的等级划分也是如此。”
统一使用伊朗语的政策《巴列维条款》曾让阿塞拜疆人满怀怨恨，该条款禁止在政府机关、学校和报刊中使用阿塞拜疆语。但随着1979年的伊朗革命的到来，新政府不再将重点放在民族对立，而是将宗教意识形态的统一视为一体化的主要因素。一个由阿亚图拉·卡泽穆·希瑞曼德瑞所率领的阿塞拜疆民族主义团体，在伊斯兰教革命政府执政时期出现了。他们呼吁更高的区域自治权，以及修改宪法，让无神论者和反对党合法化；但遭到政府拒绝。在2006年5月，一副触怒了许多阿塞拜疆人的漫画的发表，激起了在伊朗的阿塞拜疆人的骚动。该漫画由马纳·耐耶斯塔尼所绘，这场争议由漫画的作者和编辑均被解职而告终。

#### 伊朗的民族多样性
尽管有一些偶尔的摩擦，但阿塞拜疆人和伊朗波斯人其实本为同根生。现在伊朗籍阿塞拜疆人的生活条件就和波斯人的几乎一摸一样。“居住在城市的阿塞拜疆人和波斯人的生活方式无异，并且在一些两民族兼有的城市，上流社会存在相当多的通婚现象。同样，一些阿塞拜疆村民和波斯村民的风俗也无很大差异。”
安德鲁·伯克这样描述阿塞拜疆人：
“阿塞拜疆人以在商业和集市方面活跃而出名，在伊朗全国都可以听见他们喋喋不休的吆喝声。年老的阿塞拜疆人戴上传统羊毛毡帽，伴着音乐起舞，这已经成为主流文化的一部分。阿塞拜疆人都多才多艺，很多伊朗籍阿塞拜疆人都成为文学、政治和宗教方面的名仕。”
此外，许多伊朗籍阿塞拜疆人都位高权重，阿里·哈梅內伊现在就是伊朗的最高领导人。与居于本国的阿塞拜疆人相比，在伊朗的阿塞拜疆人非常保守。不过，自1991年阿塞拜疆独立以来，两国的阿塞拜疆人之间的利益来往一直持续不断。

## 文化

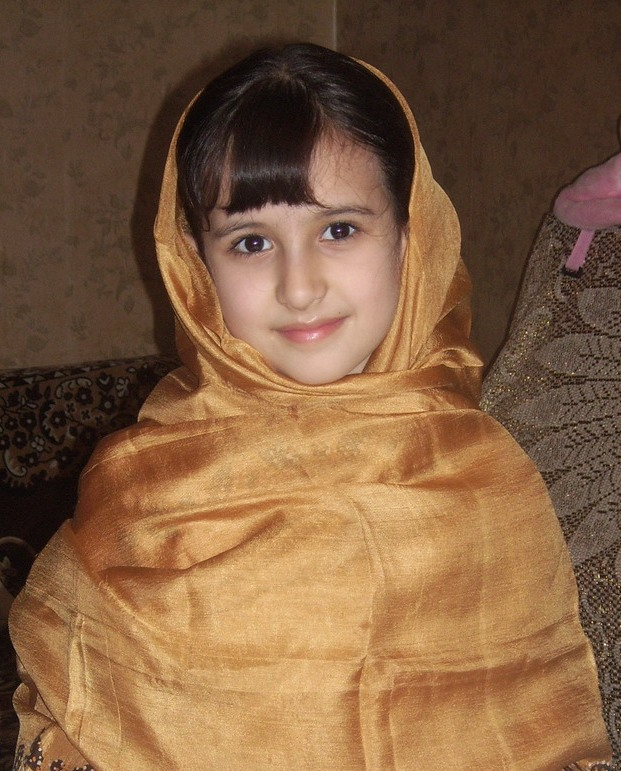
阿塞拜疆女孩

阿塞拜疆人在很多方面都体现欧亚两种文化特点。阿塞拜疆北方人受苏俄和东欧影响，而南方人则沿袭土耳其、阿拉伯和波斯的传统。现代阿塞拜疆人的文化中就包含很多阿塞拜疆人在文学、艺术、音乐和电影方面所取得的巨大成就。

### 语言文学
阿塞拜疆人说阿塞拜疆语（有时又被称作阿塞拜疆突厥语），属乌古斯土耳其语系的分支。乌古斯人在11、12世纪进入阿塞拜疆，而阿塞拜疆人则渐渐发展并最终形成今天的样子。起先，乌古斯语只是一门口头语言，在这一时期内，Dede Korkut创作了史诗和英雄故事。口头语言时期延续了200年，直到15世纪第一种被人们接受的乌古斯土耳其文字才出现。而古典阿塞拜疆文学著作则到蒙古入侵时才开始创作。这些最早的著作可追溯到Nasimi（卒于1417年）和几十年之后的另外一位诗人Fuzucirc;licirc;（1483-1556）的诗作。还有Ismail I Shah of Safavid Persia以Khatâ'i的笔名写作的阿塞拜疆诗歌。现代阿塞拜疆文学仍然延续着重人文主义的传统，这一传统在Samad Vurgun, Shahriar和许多其他人的作品中都有所体现。
阿塞拜疆语隶属于阿尔泰语系的南突厥语支，文字最初以阿拉伯字母表记，自1924年起，苏联中央对阿塞拜疆政府施压要求改用拉丁字母，意图在一定程度上减弱其伊斯兰文化影响与民族分离主义倾向。1939年起政府则强制要求使用西里尔字母书写，直至苏联解体。目前阿塞拜疆语使用以拉丁字母为基础的土耳其语字母。
阿塞拜疆人大多通双语，往往不是俄语流利（在阿塞拜疆共和国），就是波斯语流利（在伊朗）。根据1994年的数据，阿塞拜疆境内的82%的阿塞拜疆人以阿塞拜疆语为母语，而38%的阿塞拜疆人可以说流利的俄语。另外，1999年就约有2700名阿塞拜疆人（占其总人口的0.04%）称俄语为其母语。对伊朗的一项居民抽样调查（2002年）表明90%受调查居民会说波斯语，4.6%的人能听懂但不会说，只有5.4%的听说都不会。而在伊朗家庭中，阿塞拜疆语是最普及的少数民族语种（占所调查家庭的24%）。

### 宗教
大多数阿塞拜疆人都是什叶派穆斯林，其国家的宗教少数派有逊尼派穆斯林（主要是哈乃斐派），祆教徒，基督徒和巴哈伊教。尽管作为一个信神的国度，但阿塞拜疆还是有不少民众没有任何宗教信仰，他们被称为文化意义上的穆斯林。阿塞拜疆的穆斯林中还有一小部分苏菲派。另外，阿塞拜疆共和国约有5000基督信众，多为宗教皈依者。农村地区的一些阿塞拜疆人仍保有前伊斯兰教的万物有灵论的信仰，例如他们认为某些地方或者树木或者岩石都是有神性而需要尊敬的。除伊斯兰教节日，来自其他宗教的节日也会在阿塞拜疆得到人们的庆祝，如波斯新年和圣诞节。苏联解体之后，越来越多的阿塞拜疆人认祖归宗，又回到了伊斯兰教，最近的一些报告就显示许多阿塞拜疆年轻人正被伊斯兰教所吸引过去。

### 表演艺术
阿塞拜疆人通过舞蹈、音乐和媒体等多种艺术手段来表达自身感情。阿塞拜疆的民间舞蹈非常古老，类似于毗邻的高加索地区和伊朗。集体舞从东南欧到里海地区都是一种常见的舞蹈形式。表演集体舞的时候，舞者们围成半圆或者圆形。而领舞通常扮演着特殊的角色，他通过挥舞手中的方巾做出各种信号和变化来指导整个团体移动时的的舞步、动作和方向。男女皆可表演的单人舞除了固定的舞步之外还带有微妙的手势。
阿塞拜疆的音乐传统可以追溯到称为阿希克的吟游诗人身上，并且至今仍然存在。现在阿希克弹着saz（一种琵琶），唱着叙事诗（历史性的歌谣）。此外他们还使用塔尔（一种琵琶）、杜杜克琴（一种双簧风鸣乐器）、卡曼莎琴（一种小提琴）和迪堠鼓（一种鼓）。阿塞拜疆的古典音乐木卡姆，是一种充满感情的演唱形式。作曲家乌伊泽尔·哈吉贝约夫、卡拉· 卡拉耶夫和菲克列特·阿米罗夫结合西方古典音乐和木卡姆创作出了一种混合的音乐风格。此外，著名的维基夫·穆斯塔法·扎德和阿兹扎·穆斯塔法·扎德两位作曲家则将爵士乐与木卡姆结合到了一起。有些阿塞拜疆音乐家在国际上广受好评，包括拉希德·贝何布多夫（能使用八种语言进行演唱）和穆斯利姆·玛格马耶夫（苏联时期的流行歌手）。
同时在伊朗，阿塞拜疆音乐的发展有所不同。据伊朗-阿塞拜疆歌手侯赛因·阿里扎德说：“在伊朗历史上，由于来自宗教组织的强烈反对，音乐曾经被迫转入地下。”因此，大多数伊朗-阿塞拜疆歌曲都流传于伊朗之外的流浪者群体中。
阿塞拜疆的电影电视大部分面向阿塞拜疆放送，只有有限的一部分面向伊朗。阿塞拜疆不乏多产的电影制作人，例如拉斯坦姆· 埃博拉基姆别科夫，他曾编剧《烈日灼身》。该片曾荣获戛纳电影节最佳影片及1994年奥斯卡最佳外语片大奖。许多伊朗裔阿塞拜疆人在伊朗电影史上作出了杰出贡献，并从十九世纪八十年代以来就深受赞誉。

### 体育运动
一直以来，体育运动在阿塞拜疆人生活中的都非常重要。他们举行很多马上项目的比赛，诗人与作家，比如噶特兰·塔布利兹和奈扎米·甘佳维等，对此也大加赞美。古代的体育项目还包括摔跤、标枪和牛摔跤。
在前苏联影响下，一些现代的阿塞拜疆人成为了奥运会级别的成功的运动员。阿塞拜疆政府支持本国体育的发展，并鼓励年轻人积极参加。足球在阿塞拜疆和伊朗-阿塞拜疆很受欢迎。杰出的足球运动员有阿里·戴伊。他一直是国际比赛中主要的射门得分球员之一，并且曾任伊朗国家队队长。阿塞拜疆运动员擅长举重、体操、射击、标枪、空手道、拳击和摔跤。伊朗的举重运动员侯赛因·拉扎·扎德保持着最重量级级的世界纪录并曾是2000年、2004的奥运冠军。尼扎米·帕沙耶夫被认为是国际级的选手，曾于2006年获得欧洲最重量级举重冠军。
国际象棋在阿塞拜疆也很受欢迎。该国拥有许多著名的象棋选手，比如特穆尔·拉德加波夫和沙希里亚尔·买买德亚洛夫都是国际级的选手。